# Ubuntu Studio
Ubuntu Studio è una distribuzione ufficiale di Ubuntu rivolta alla produzione multimediale amatoriale e professionale.
Inizialmente disponibile con il desktop grafico Xfce, a partire dalla versione 18.10 venne iniziata una transizione verso il desktop grafico KDE Plasma, che fu terminata con l'arrivo della versione 20.10.

## Descrizione
Ubuntu Studio utilizza un tema differente da Human, il tema consueto di Ubuntu.
Ubuntu Studio è stata pensata per mettere a disposizione dell'utente un set di software per la produzione multimediale, come Blender per l'elaborazione di grafica tridimensionale, Kino e Stopmotion per la postproduzione cinematografica, e altri programmi di elaborazione audio come Ardour.

## Particolarità
Ubuntu Studio usa un kernel sistema real-time per ridurre la latenza delle applicazioni, durante l'installazione permette di scegliere se installare tutti i pacchetti oppure solo alcuni in base alle effettive necessità dell'utente. I software sono suddivisi in: Audio, Video e Grafica. Inoltre è dotata di un menu personalizzato audio-visivo con comodi sottomenu organizzati per tipo, molto utile per gestire in maniera ordinata i numerosi programmi messi a disposizione.
È possibile aggiornare online il sistema operativo da una distribuzione standard Ubuntu a Ubuntu Studio installando i relativi pacchetti.

## Galleria d'immagini

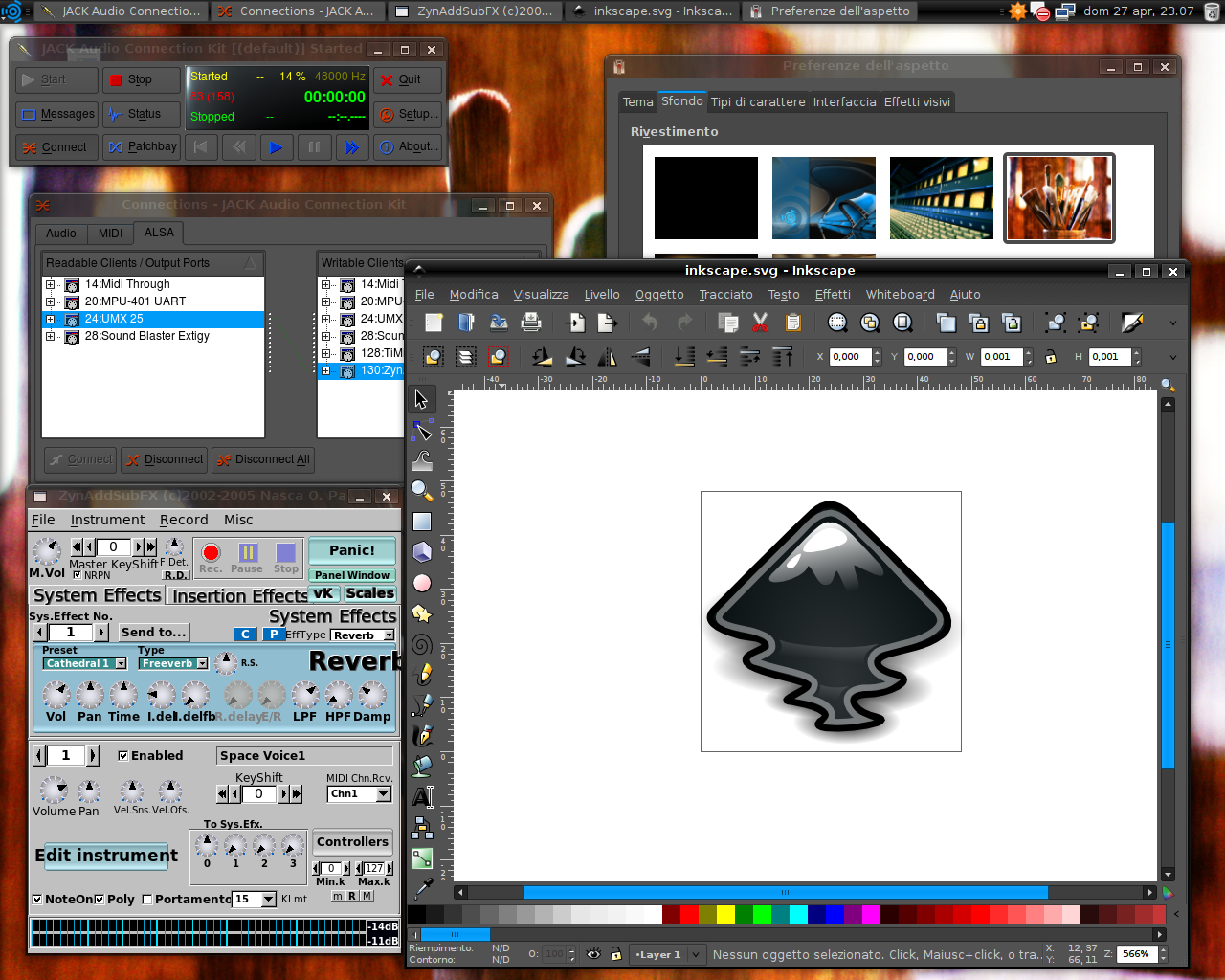
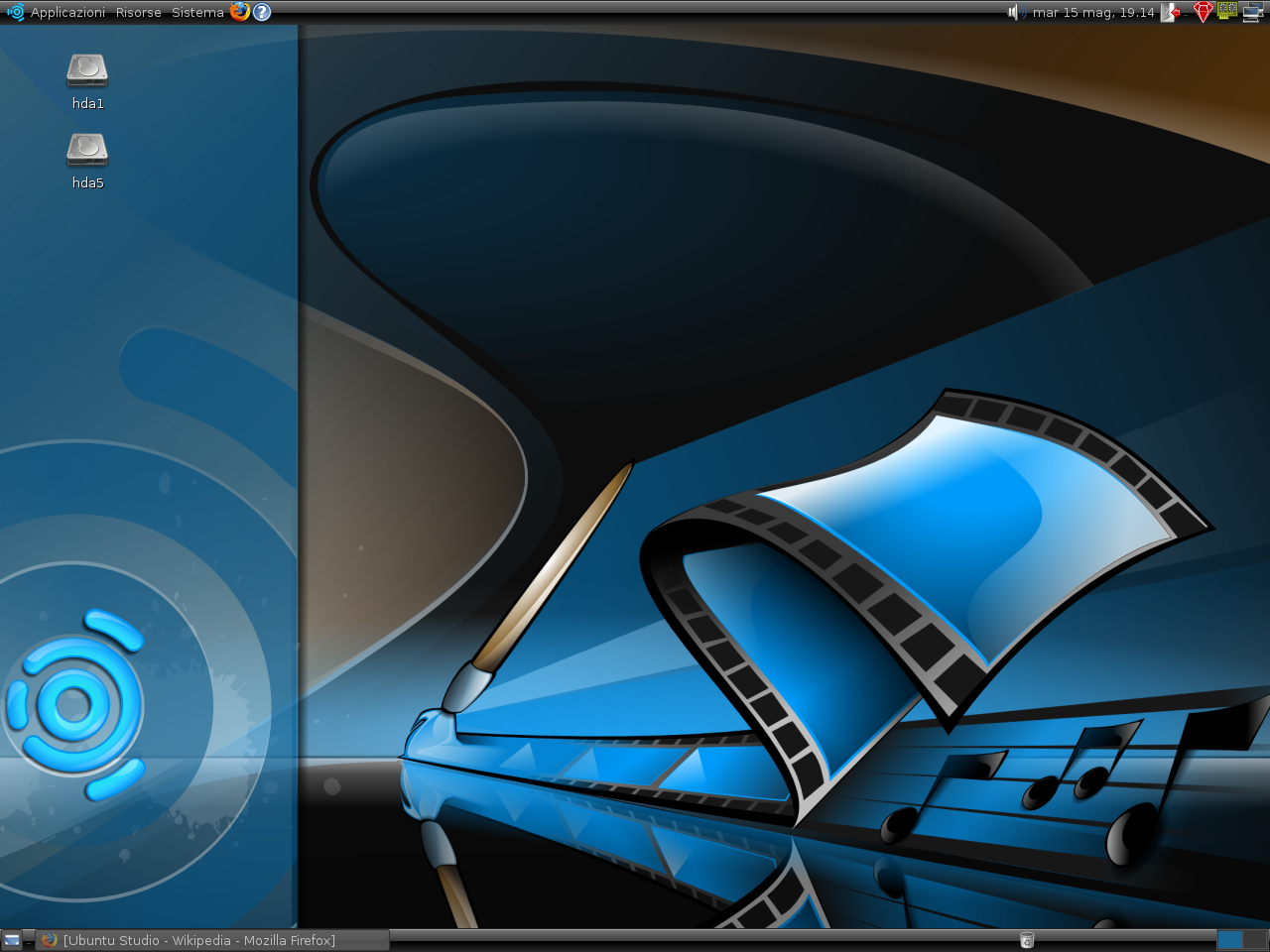